# Sollevamento pesi ai Giochi della XX Olimpiade - Pesi massimi
La competizione della categoria pesi massimi (fino a 110 kg) di sollevamento pesi ai Giochi della XX Olimpiade si è svolta il giorno 4 settembre 1972 alla Weightlifting Hall del Messegelände di Monaco di Baviera.

## Regolamento
La classifica era ottenuta con la somma delle migliori alzate delle seguenti 3 prove:
- Distensione lenta
- Strappo
- Slancio

Su ogni prova ogni concorrente aveva diritto a tre alzate. In caso di parità vinceva il sollevatore che pesava meno.

## Risultati
| Pos.    | Atleta              | Nazione          | Peso Atleta | Distensione lenta | Distensione lenta | Distensione lenta | Distensione lenta | Strappo | Strappo | Strappo | Strappo | Slancio | Slancio | Slancio | Slancio | Totale |
| Pos.    | Atleta              | Nazione          | Peso Atleta | 1                 | 2                 | 3                 | Tot               | 1       | 2       | 3       | Tot     | 1       | 2       | 3       | Tot     |        |
| ------- | ------------------- | ---------------- | ----------- | ----------------- | ----------------- | ----------------- | ----------------- | ------- | ------- | ------- | ------- | ------- | ------- | ------- | ------- | ------ |
| Oro     | Jaan Talts          | Unione Sovietica | 109.50      | 200.0             | 200.0             | 210.0             | 210.0             | 157.5   | 165.0   | 165.0   | 165.0   | 205.0   | 205.0   | 225.0   | 205.0   | 580.0  |
| Argento | Aleksandăr Krajčev  | Bulgaria         | 108.40      | 190.0             | 195.0             | 197.5             | 197.5             | 155.0   | 160.0   | 162.5   | 162.5   | 197.5   | 202.5   | 202.5   | 202.5   | 562.5  |
| Bronzo  | Stefan Grützner     | Germania Est     | 105.00      | 177.5             | 185.0             | 190.0             | 185.0             | 157.5   | 162.5   | 165.0   | 162.5   | 200.0   | 207.5   | 215.0   | 207.5   | 555.0  |
| 4       | Helmut Losch        | Germania Est     | 105.90      | 180.0             | 187.5             | 190.0             | 190.0             | 145.0   | 150.0   | 152.5   | 152.5   | 200.0   | 205.0   | 215.0   | 205.0   | 547.5  |
| 5       | Roberto Vezzani     | Italia           | 110.00      | 187.5             | 192.5             | 195.0             | 192.5             | 147.5   | 152.5   | 152.5   | 147.5   | 195.0   | 200.0   | 205.0   | 205.0   | 545.0  |
| 6       | János Hanzlik       | Ungheria         | 109.45      | 185.0             | 190.0             | 195.0             | 190.0             | 152.5   | 157.5   | 160.0   | 157.5   | 195.0   | 195.0   | 200.0   | 195.0   | 542.5  |
| 7       | Kauko Kangasniemi   | Finlandia        | 103.90      | 175.0             | 180.0             | 180.0             | 175.0             | 160.0   | 165.0   | 167.5   | 165.0   | 197.5   | 197.5   | 197.5   | 197.5   | 537.5  |
| 8       | Rainer Dörrzapf     | Germania Ovest   | 97.80       | 170.0             | 175.0             | 175.0             | 170.0             | 160.0   | 165.0   | 170.0   | 165.0   | 170.0   | 180.0   | 187.5   | 187.5   | 522.5  |
| 9       | Rudolf Strejček     | Cecoslovacchia   | 109.70      | 177.5             | 177.5             | 182.5             | 177.5             | 145.0   | 145.0   | 150.0   | 150.0   | 190.0   | 195.0   | 197.5   | 195.0   | 522.5  |
| 10      | Frank Capsouras     | Stati Uniti      | 101.70      | 162.5             | 162.5             | 170.0             | 170.0             | 142.5   | 150.0   | 155.0   | 150.0   | 190.0   | 200.0   | 205.0   | 200.0   | 520.0  |
| 11      | Alan Ball           | Stati Uniti      | 108.90      | 155.0             | 162.5             | 167.5             | 167.5             | 152.5   | 162.5   | 167.5   | 162.5   | 180.0   | 185.0   | -       | 185.0   | 515.0  |
| 12      | Javier González     | Cuba             | 99.75       | 165.0             | 165.0             | 170.0             | 165.0             | 142.5   | 147.5   | 147.5   | 147.5   | 182.5   | 192.5   | 197.5   | 197.5   | 510.0  |
| 13      | Dave Hancock        | Regno Unito      | 109.90      | 170.0             | 175.0             | 177.5             | 177.5             | 132.5   | 137.5   | 142.5   | 142.5   | 185.0   | 190.0   | 197.5   | 190.0   | 510.0  |
| 14      | Jean-Paul Fouletier | Francia          | 108.65      | 175.0             | 175.0             | 175.0             | 175.0             | 150.0   | 155.0   | 155.0   | 150.0   | 180.0   | 180.0   | 185.0   | 180.0   | 505.0  |
| 15      | Andrés Martínez     | Cuba             | 105.10      | 165.0             | 170.0             | 172.5             | 170.0             | 135.0   | 135.0   | 140.0   | 135.0   | 185.0   | 195.0   | 200.0   | 195.0   | 500.0  |
| 16      | Edgar Kjerran       | Norvegia         | 108.20      | 175.0             | 180.0             | 180.0             | 175.0             | 135.0   | 140.0   | 145.0   | 140.0   | 180.0   | 185.0   | 185.0   | 180.0   | 495.0  |
| 17      | Peter Phillips      | Australia        | 109.80      | 170.0             | 175.0             | 175.0             | 170.0             | 137.5   | 142.5   | 142.5   | 137.5   | 180.0   | 180.0   | -       | 180.0   | 487.5  |
| 18      | Ken Price           | Regno Unito      | 101.20      | 162.5             | 167.5             | 172.5             | 167.5             | 137.5   | 137.5   | 142.5   | 137.5   | 175.0   | 182.5   | 182.5   | 175.0   | 480.0  |
| 19      | Óskar Sigurpálsson  | Islanda          | 105.30      | 170.0             | 177.5             | 177.5             | 177.5             | 117.5   | 125.0   | 125.0   | 117.5   | 175.0   | 180.0   | 182.5   | 182.5   | 477.5  |
| 20      | Pablo Juan Campos   | Porto Rico       | 108.30      | 155.0             | 155.0             | 165.0             | 165.0             | 125.0   | 125.0   | 125.0   | 125.0   | 175.0   | 182.5   | 182.5   | 182.5   | 472.5  |
| 21      | Bent Harsmann       | Danimarca        | 107.35      | 152.5             | 157.5             | 162.5             | 157.5             | 132.5   | 140.0   | 140.0   | 132.5   | 167.5   | 175.0   | 180.0   | 175.0   | 465.0  |
| 22      | Price Morris        | Canada           | 109.60      | 155.0             | 155.0             | 165.0             | 155.0             | 127.5   | 137.5   | 137.5   | 127.5   | 175.0   | 180.0   | 180.0   | 175.0   | 457.5  |
| 23      | Henry Phillips      | Panama           | 103.80      | 150.0             | 157.5             | 162.5             | 157.5             | 122.5   | 127.5   | 132.5   | 132.5   | 165.0   | 172.5   | 172.5   | 165.0   | 455.0  |
| -       | Eivind Rekustad     | Norvegia         | 109.85      | 180.0             | 180.0             | 180.0             | 180.0             | 155.0   | 155.0   | 155.0   | NVL     |         |         |         |         | DNF    |
| -       | Stančo Penčev       | Bulgaria         | 107.55      | 190.0             | 190.0             | 190.0             | NVL               |         |         |         |         |         |         |         |         | DNF    |
| -       | Taito Haara         | Finlandia        | 109.00      | 185.0             | 185.0             | 185.0             | NVL               |         |         |         |         |         |         |         |         | DNF    |